# Juan Isidro Jimenes
Juan Isidro Jimenes Pereyra (ur. 1846, zm. 9 maja 1919) – dominikiański przedsiębiorca i polityk proamerykański, przywódca frakcji oligarchijnej Los Bolos, dwukrotny prezydent kraju od 1902 do 1903 (obalony przez Horacio Vasqueza) i od 1914 do 1916 (powtórnie obalony, mimo interwencji Stanów Zjednoczonych).